# Amata albertiana
Amata albertiana là một loài bướm đêm thuộc phân họ Arctiinae, họ Erebidae.